# Hassen Chalghoumi
Hassen Chalghoumi (en arabe : حَسَن ٱلشَّلْغُومِي, Ḥasan al-Ššalġūmī), né à Tunis le 5 septembre 1972, est un responsable associatif et religieux franco-tunisien. 
Il est président de l'association culturelle des musulmans de Drancy, qui gère la mosquée Al-Nour dont il est l'un des imams.  
Il se présente comme partisan d'un dialogue interreligieux, notamment entre islam et judaïsme, ce qui lui vaut d'être surnommé « l'imam juif » par certains de ses détracteurs. 
Après un début de notoriété en 2006, il est, dans les années suivantes, de plus en plus présent dans les médias français en tant que représentant d'un « islam modéré ». La classe politique française en fait l'un de ses interlocuteurs dans les milieux musulmans. 
Sa représentativité, ses qualifications en tant qu'imam et sa médiatisation font cependant l'objet de controverses.   

## Biographie
Fils d'un vétérinaire originaire d'Algérie et d'une femme au foyer originaire de Menzel Bourguiba en Tunisie, Hassen Chalghoumi grandit dans la ville tunisienne du Bardo dans une famille qu'il décrit comme « religieuse mais libérale ». Le Monde ajoute que ses parents seraient algériens tandis que France 24 affirme que son père est algérien et sa mère tunisienne. Il est le seul des quatre enfants à choisir de fréquenter une école coranique. Il aurait quitté la Tunisie en 1992, « après avoir été arrêté par la police de Ben Ali », selon son ancienne plume Farid Hannache. 
Le futur « acteur remarqué du dialogue entre islam et judaïsme », se rend alors brièvement en Syrie puis en Turquie avant de rejoindre Lahore au Pakistan, où il restera trois ans et demi dans une madrassa, école coranique fondamentaliste dépendant du mouvement Tabligh : « Après un an de perfectionnement en Inde, j'ai obtenu un diplôme de théologien qui me permet d'être imam », explique Chalghoumi.
Depuis lors, il déclare cependant : « Je n'ai jamais été fondamentaliste […] je ne porte pas la barbe, je serre les mains de femmes et mes enfants sont dans le privé catholique. ». Cette période de sa vie est présentée par Hassen Chalghoumi de façon très différente : après le bac et jusqu'en 1996, il aurait été à la recherche de ce qu'il appelle un « islam magique », et visite les pays mentionnés ci-dessus : Syrie, Algérie, Turquie, Inde, et Pakistan donc. Selon ses dires, il aurait été séduit par l'esprit de Gandhi en Inde et par la Turquie, où selon lui, « les minorités sont protégées » et « l'État séparé de la religion ». Toujours selon ses dires, les écoles qu'il aurait fréquentées seraient des écoles soufies. 
Une fois formé au Pakistan, Hassen Chalghoumi rejoint la France, en 1996, s'installant chez son frère aîné, en Seine-Saint-Denis. L'année suivante, il commence à prêcher dans les foyers immigrés, notamment au foyer Sonacotra de la rue Hector-Berlioz à Bobigny. En parallèle, rapidement devenu l'un des chefs de la mouvance tabligh en Île-de-France, « sillonnant les banlieues pour pratiquer le prosélytisme pakistanais » (Farid Hannache), il se fait embaucher à l'Association pour une meilleure citoyenneté des jeunes (APMCJ), officiant, entre 1999 et 2003, comme « grand frère » (médiateur) à la RATP. Il est également gérant d'une pizzeria qui fait faillite. 
En 2000, il est naturalisé français.
Le 11 août 2003, alors qu'il est manutentionnaire sur la plate-forme de Roissy, son badge d'accès lui est retiré pour « raisons de sûreté », dans le cadre d'une enquête portant sur l'un de ses frères. 
Une note de la Direction générale de la Police nationale rapporte qu'en 2004, lors d'un prêche dans un foyer Sonacotra de Bobigny, il aurait été remarqué pour ses positions extrémistes, et de ses appels en faveur du Djihad. Il y affirme « celui qui va mourir au Djihad ira en direction du paradis ». De plus, selon plusieurs sources au ministère de l'Intérieur, Hassen Chalghoumi serait répertorié par les services de renseignement pour son appartenance au mouvement fondamentaliste du Tabligh jusqu'en 2005, dont il aurait été encore proche en 2010. Selon son ex-conseiller Farid Hannache, en 2004, le ministère de l'Intérieur a lancé une procédure d'expulsion à son encontre, en raison de son intégrisme. Cette procédure sera annulée à la suite de l'intervention de l'UOIF - l'Union des organisations islamiques de France. Hassen Chalghoumi nie pour sa part avoir jamais été « extrémiste », tandis que Jean-Christophe Lagarde, maire centriste de Drancy et proche de l'imam, affirme que la fiche accusant ce dernier d'extrémisme vient d'une « manipulation des renseignements généraux » : selon lui, « elle a été écrite pour justifier le retrait du badge de M. Chalghoumi parce que ce dernier avait refusé de devenir un informateur de la police. »

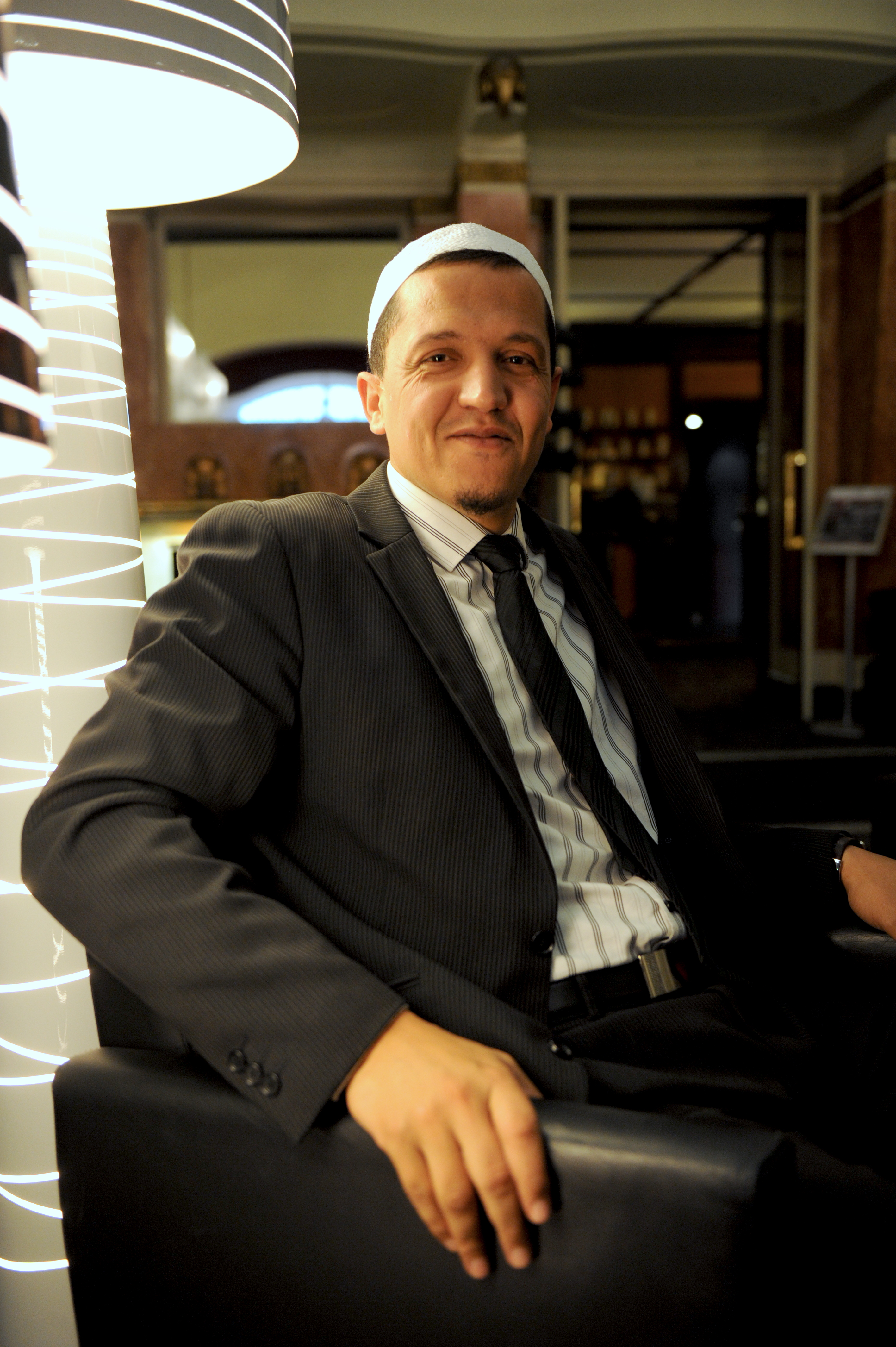
L'imam Hassen Chalghoumi, le 8 septembre 2010 à Paris.

Il participe aux cérémonies de commémoration au camp de Drancy, durant laquelle, il reconnait la « singularité de la Shoah », nouant à cette occasion des liens avec la communauté juive. C'est également à cette époque qu'il est remarqué par Jean-Christophe Lagarde, qui en fait l'un de ses contacts privilégiés dans les milieux musulmans de sa ville.
Lorsque Lagarde rencontre les associations musulmanes qui souhaitent édifier un lieu de culte, Chalghoumi est l'imam pressenti. Il devient président de l'Association des musulmans de Drancy. La mosquée est inaugurée le 19 juin 2008. Très vite, elle rassemble des milliers de personnes chaque semaine.
En janvier 2010, lors du débat sur le port de la burqa, il se déclare favorable à son interdiction. Il soutient alors la loi française sur l'interdiction de la burqa,.
Peu après, en février 2010, il affirme avoir été agressé dans la mosquée de Drancy par un « commando islamiste »,,. Cependant, sa version des faits est démentie par les fidèles présents, et, par la suite, Chalghoumi reconnaît ne pas avoir été présent au moment de la prétendue agression.
En septembre 2010, il coécrit avec son ex-conseiller Farid Hannache, journaliste, Pour l'Islam de France. Ce dernier, s'est depuis, totalement désolidarisé de Chalghoumi. Il le qualifie de caricature et de faux imam,. Il dénonce notamment son passé d'extrémiste, ses dérives politiciennes, ainsi que son illégitimité à parler au nom des musulmans,.

## Positionnement religieux

### Sur l'islam en France
Hassen Chalghoumi se dit être un représentant d'un islam modéré et républicain, bien qu'en même temps, il demeure proche du mouvement fondamentaliste Tabligh. En juin 2009, il tente de lancer la Conférence des imams de France, avec pour objectif de créer une instance théologique capable de créer des « fatāwā ». Le président du CRIF, le grand-rabbin de Paris, des élus et des diplomates des pays arabes[Combien ?] sont présents à l'évènement. Les représentants des communautés musulmanes ainsi que ceux de l'Église catholique n'y assistent pas. La Conférence reste une « coquille vide ».
Face à la « montée » d'un islam radical et de certaines « influences étrangères », il plaide pour la formation d'imams « républicains », qui vont « fortifier des valeurs », comme celle de la place à part entière des femmes. 
Il dénonce l'influence de la confrérie des Frères musulmans sur l'islam, qu'il qualifie de «plaie pour l'Islam».
Son livre, Pour l'Islam de France, est un plaidoyer pour « un islam animé par le mieux-vivre en France », où il regrette que l'islam en France soit « sous-traité aux gouvernements étrangers et aux sectes intégristes ».
Après l'assassinat de Samuel Paty, il dénonce l'islamisme à Conflans-Sainte-Honorine, en compagnie d'une dizaine d'imams : « L'islamisme est une maladie de l'islam, il faut le combattre, déclare-t-il, très ému, face aux médias. Les pays musulmans le combattent, l'islam politique est interdit dans certains pays, pourquoi chez nous on n'interdit pas l'islamisme ? Jusqu'à quand notre jeunesse va-t-elle payer ça ? [...] Il faut de vrais aumôniers dans les prisons et de vrais médiateurs dans les quartiers, poursuit-il la voix tremblante. Il faut que les musulmans parlent aux jeunes musulmans dans les quartiers, qu'ils débattent de ce que veut dire Charlie, de ce que signifie la liberté d'expression, de ce que sont l'islam et l'islamisme ».

### Positionnement théologique

#### Concernant le voile intégral
Lorsqu'il était prédicateur à Bobigny, il défendait le port du niqab lors de ses prêches.
En 2010, il dit : « Je respecte leur pratique, mais je suis contre cette pratique. [Les extrémistes] ont résumé l'islam, soit quinze siècles de savoir et de lumières, en un bout de tissu sur le visage, c'est indigne ! […] On a besoin de dialogue, d'aller vers l'autre. »

## Positionnement politique

### À propos de la Shoah
Il intervient, en mai 2006, lors d'une cérémonie commémorative au camp de Drancy et déclare qu'« à quelques mètres d'ici, des personnes innocentes ont souffert d'une injustice sans égale, avant d'être déportées à Auschwitz, juste car elles étaient juives » et « qu'issus de la même famille, enfants d'Israël et d'Ismaël sont des cousins, et ce encore aujourd'hui ». Quelques jours après, sa maison est vandalisée.
En février 2013, il organise avec Marek Halter une cérémonie d'hommage aux Juifs déportés au mémorial du camp de Drancy qui rassemble 140 imams avec des rabbins, pour montrer que « l'islam n'a rien à voir avec la haine. Il faut dénoncer la violence, celle des nazis hier, celle des terroristes aujourd'hui. » Le ministre de l'Intérieur, Manuel Valls, assiste au dîner qui suit cette cérémonie.

### Dialogue avec la communauté juive
En 2009, Chalghoumi a établi des dialogues entre les communautés juive, catholique et musulmane au sein de sa mosquée, et malgré l'antagonisme de certains de ses fidèles envers ces échanges il semblerait que son entreprise ait réussi non pas sans une certaine crispation de la part de ses opposants. 
Il est convié au dîner du CRIF en 2012.
En 2013, son engagement lui vaut d'être récompensé par le prix Copernic, un prix d'un montant de 3 000 euros remis par l'Union libérale israélite de France.
Cet engagement est contesté par certains de ses détracteurs qui lui donnent le surnom d'« imam des Juifs »,,,,.

### Visites en Israël
Interrogé au sujet du conflit israélo-palestinien en 2010, Hassen Chalghoumi tient à cette époque un discours aux accents antisionistes : « Évidemment que nous soutenons la cause palestinienne. Mais il y a deux choses différentes. Il y a une différence entre la religion juive ou les français juifs et Israël en tant que nation et pouvoir politique. La différence entre ces deux-là est grande. Nous dénonçons cette occupation, cette oppression, cette extorsion de leur terre et cette violation des droits de l'homme. Il va de soi que nous haïssons cela avec force. Nous supplions Allah que cela cesse et que les gens récupèrent ce qui leur appartient de droit. ». 
Invité en Israël à un colloque intitulé « religion et laïcité », il se rend à Tel Aviv le 5 juin 2012. Il est accompagné de plusieurs personnalités françaises dont le philosophe Alain Finkielkraut, l'essayiste Caroline Fourest, et la journaliste Élisabeth Lévy.
Le 11 novembre 2012, Chalghoumi se rend en Israël accompagné d'une délégation de douze imams français. Cette démarche, à l'initiative de l'ambassade d'Israël en France, reçoit le soutien du ministère français des Affaires étrangères (le quai d'Orsay). Ce voyage qui est intégralement financé par l'ambassade d'Israël permet à la délégation de se recueillir au mémorial de Yad Vashem et sur les tombes des victimes de Mohammed Merah, assassinées le 19 mars à l'école juive d'Ozar Hatorah à Toulouse et enterrées en Israël. « Malheureusement, côté israélien, beaucoup pensent que les musulmans de France détestent les juifs, qu'il y a de l'antisémitisme. Notre voyage prouve que ça n'a rien à voir avec l'islam » et qu'il s'agit « d'actes isolés », a alors insisté Hassen Chalghoumi.
En juin 2019, après une nouvelle visite en Israël, où il a dénoncé le boycott anti-Israël, et une rencontre avec le président, Reuven Rivlin, il est l'objet de menaces de mort à son retour en France.
Le 10 novembre 2023, le colonel-major et ancien porte-parole du ministère de l'Intérieur tunisien, Khalifa Chibani, demande que Hassen Chalghoumi soit déchu de sa nationalité tunisienne en raison de ses prises de position répétées en faveur d'Israël,.
Du 6 au 11 juillet 2025, Hassen Chalghoumi mène une délégation de 13 imams et prédicateurs en Palestine occupée, dans le cadre d’un voyage organisé par le lobby pro-israélien ELNET. Dans un communiqué publié le 10 juillet, « Al-Azhar condamne fermement » cette « visite (...) menée par le dénommé Hassen Chalghoumi (...) faisant fi des souffrances du peuple palestinien causée par le génocide, l'agression sans précédent, les massacres, les tueries et le meurtre continu d'innocents depuis plus de (20) mois ».[source insuffisante]

### Relations avec le gouvernement français
Entre 2010 et 2012, il assiste à plusieurs meetings de l'UMP, ce qui sera interprété par ses détracteurs comme un soutien à la candidature de Nicolas Sarkozy à l'élection présidentielle.

### Tunisie
Il a plusieurs fois défendu le régime de Ben Ali, affirmant notamment en septembre 2010 : 

« Le président actuel a sauvé la Tunisie de la guerre civile algérienne. Les mêmes intégristes tunisiens voulaient instaurer la même barbarie talibane et provoquer la même guerre civile algérienne… La Tunisie est un pays libre et moderne… »

S'exprimant sur les révolutions arabes, il a critiqué le résultat des premières élections démocratiques en Tunisie qui avaient donné gagnant le parti islamiste Ennahdha : 

« Ce qui se passe aujourd'hui dans le monde arabe est très grave. Quand le parti islamiste Ennahdha accède au pouvoir en Tunisie, quand 40 % des Tunisiens de France ont voté pour lui, je suis catastrophé. Je connais le double langage des islamistes, je suis musulman, je suis tunisien… Ces gens-là veulent instaurer la charia, et tout le monde se réjouit. »

### Expulsion des fichés S étrangers
Au lendemain de l'attaque au couteau du lycée Gambetta d'Arras perpétrée le 13 octobre 2023 par un ressortissant russe fiché S, il appelle le ministre de l'Intérieur, Gérald Darmanin, à « expulser tous les fichés S qui ne sont pas Français. Tous, sans pitié. ». 

### Opposition à LFI
Le 7 juin 2024, Hassen Chalghoumi et Chalom Lellouche, rabbin de Levallois-Perret, lancent un « appel conjoint » pour faire « barrage » à La France insoumise (LFI) aux élections européennes du surlendemain. 
Le 5 mars 2025, interrogé sur les propos de l'eurodéputée LFI Rima Hassan qualifiant l'action du Hamas de « légitime du point de vue du droit international », il « demande d'enlever sa nationalité » au micro de Radio J. L'intéressée lui répond sur le réseau social X : « Il est grand temps que les musulmans de France te dégagent pour tout le mal que tu leur fais et pour ton illégitimité à les représenter ».

## Cible de menaces
Entre janvier et mars 2010, la mosquée de Drancy, gérée par l'association al-Nour qu'il dirige, est le théâtre de vives tensions entre les partisans de Chalghoumi, les fidèles, et des partisans du collectif Cheikh Yacine de l'islamiste Abdelhakim Sefrioui. Les menaces dont il est l'objet lui valent alors la protection de la police,,.
À la suite de la décapitation de Samuel Paty, il a de nouveau fait l'objet de menaces de mort. 
Le 2 juillet 2024, Hassen Chalghoumi annonce, par le biais de son avocat Jonas Haddad (rejoint le lendemain par Henri de Beauregard), qu'il va porter plainte pour menace de mort et mise en danger de la vie d'autrui contre le collectif de rappeurs derrière le titre polémique No pasarán, sorti la veille et dans lequel Alkpote dit : « J'recharge le kalachnikov, en Louis Vuitton comme Ramzan Kadyrov, nique l'imam Chalghoumi et ceux qui suivent le Sheitan à tout prix »,, Rudy Reichstadt juge, lui, que « mettre une cible sur la tête de l'imam Chalghoumi, je ne suis pas sûr que ce soit une manière de s'opposer à l'extrême droite ».

## Actualités et faits divers

### À propos deCharlie Hebdo
Le 3 novembre 2011, après un incendie volontaire du siège de Charlie Hebdo, il déclare : 

« Je le condamne (l'incendie), je ne trouve aucun justificatif à un acte criminel qui est contre les principes de la République et tous les principes de l'islam. »

En septembre 2012, à la suite de la sortie sur internet du film L'Innocence des musulmans, Charlie Hebdo publie des caricatures de Mahomet. Hassen Chalghoumi dénonce ces caricatures et qualifie l'attitude du journal d'« irresponsable ».
À la suite des attentats de janvier 2015 qui visent notamment Charlie Hebdo, il en qualifie les auteurs de « barbares » et de « criminels ».

## Controverses

### Représentativité et légitimité
Selon Pascal Boniface, directeur de l'IRIS, la communauté musulmane se verrait désigner, en la personne de Chalghoumi, un responsable qu'elle n'aurait pas choisi, et qui ne la représenterait pas. Toujours selon Boniface, Chalghoumi occupe la parole d'une communauté dont il n'a pas le soutien, mais il tire sa légitimité des médias et des milieux politiques dominants. Parmi les musulmans, il serait largement ignoré, voire violemment rejeté. Ce rejet proviendrait d'après Boniface non pas de ses positions, mais de son illégitimité : « si Chalghoumi est rejeté, ce n'est pas parce qu'il est modéré, comme certains veulent le faire croire, mais parce qu'il est illégitime. »
Pascal Boniface juge l'action de Chalghoumi contre-productive, et que, loin de combattre le préjugé d'un islam radical et intolérant, il le conforterait puissamment. Boniface le qualifie de native informant,.
Pour de nombreux musulmans, Hassen Chalghoumi est « un pur produit des politiques et des médias ». Il divise. Il est peu apprécié dans les milieux musulmans de France et la disproportion entre sa représentativité et son exposition dans les médias critiquée. 
Libération remarque que Hassen Chalghoumi est lui-même un « représentant de la communauté musulmane » très souvent dénoncé, notamment par des musulmans, comme un imposteur.

### Critiques au sein de la communauté musulmane et appels à la démission
En 2010, l'islamiste Abdelhakim Sefrioui s'oppose violemment à Hassen Chalghoumi, tentant de le faire destituer de son poste à la mosquée de Drancy. En mars 2010, des membres du collectif pro-palestinien Cheik Yassine, voyant une caméra dans la salle des ablutions de la mosquée de Drancy, prétendent qu'il pourrait y en avoir d'autres dissimulées dans l'espace réservé aux femmes. Le conseiller de l'imam Farid Hannache explique qu'il n'y a qu'une seule caméra « posée à la demande des fidèles qui constataient une recrudescence des vols à cet endroit ».
L'année suivante, Chalghoumi est placé sous protection policière après des menaces proférées par Sefrioui et ses soutiens.
Le 9 juin 2012, le Collectif pour la dignité des musulmans rédige une lettre ouverte et appelle Chalghoumi à la démission. Quelques intellectuels musulmans se joignent à cet appel et signent une pétition. Ce collectif entend dénoncer ce qu'il appelle son instrumentalisation par le pouvoir politique et sa collaboration avec le CRIF aux dépens de la communauté musulmane.
En février 2013, Farid Hannache, coauteur du livre Pour l'islam de France, voit en Chalghoumi « ce qu'il y a de pire dans l'islam : la manipulation politique ». Il lui reproche notamment d'avoir milité pour Nicolas Sarkozy lors de l'élection présidentielle de 2012.
En novembre 2020, une pétition circule « Pour que Hassen Chalghoumi ne soit plus le porte-parole des musulmans de France ». Après des propos de Ghaleb Bencheikh, président de la Fondation de l'islam de France, dans le site TSA-Algérie, que Chalghoumi estime insultant à son égard, ce dernier porte plainte contre l'islamologue.

### Financements
Parmi les financements de Chalghoumi, on compte Mohamad Izzat Khatab, homme d'affaires franco-syrien condamné à plusieurs reprises pour escroquerie, et qualifié par Mediapart de « bonimenteur », qui a utilisé l'imam pour avoir ses entrées auprès du pouvoir français,. Selon Hannache, son ancien conseiller, Chalghoumi a également été financé par Mohamed Sakhr El Materi, gendre de Ben Ali,.

## Vie privée
Il est marié et a cinq enfants, tous scolarisés dans une école privée catholique, car, dit-il, « quand on a vu, sur sa première photo de classe, que ma fille n'était entourée que de blacks et de beurs, on s'est dit avec ma femme qu'elle ne devait pas rester dans cette école, », ajoutant : « On n'est pas à Tombouctou ici ! ».

## Publications

### Monographies
- Hassen Chalghoumi (avec la collab. de Farid Hannache), Pour l'Islam de France, Paris, Le Cherche midi, coll. « Documents », 2010, 423 p. (ISBN 978-2-7491-1600-6 et 978-2-7491-1860-4, lire en ligne).
- Hassen Chalghoumi et David Pujadas, Agissons avant qu'il ne soit trop tard : Islam et République, Paris, Le Cherche midi, coll. « Documents », 2013, 118 p. (ISBN 978-2-7491-3055-2 et 978-2-7491-3056-9, lire en ligne).La couverture porte en surimpression la mention « Le défi d'un imam ».
- Hassen Chalghoumi, 100 idées reçues sur l'Islam, Paris, Le Cherche midi, coll. « Documents », 2015, 172 p. (ISBN 978-2-7491-4813-7 et 978-2-7491-4825-0, lire en ligne).
- Hassen Chalghoumi (préf. Philippe Val, postface Franz-Olivier Giesbert, avec la collab. de Stéphane Encel), Les combats d'un imam de la République, Paris, Le Cherche midi, coll. « Documents », 2021, 159 p. (ISBN 978-2-7491-6658-2 et 978-2-7491-6761-9, lire en ligne).
- Hassen Chalghoumi, Libérons l'islam de l'islamisme, Paris, Hugo Doc, 2022, 195 p. (ISBN 978-2-7556-9500-7 et 978-2-7556-9501-4, lire en ligne).

### Participations à des ouvrages collectifs
- (en) Hassen Chalghoumi, « Leadership Talk by the Imam of the municipal Drancy mosque Seine-Saint-Denis », dans Armin Lange (dir.), Kerstin Mayerhofer (dir.), Dina Porat (dir.) et Lawrence Schiffman (en) (dir.), Comprehending and Confronting Antisemitism : A Multi-Faceted Approach, vol. 1 : An End to Antisemitism!, Berlin et Boston, De Gruyter, 2020, XLIV-574 p. (ISBN 978-3-11-063246-0, 978-3-11-061859-4 et 978-3-11-061141-0), p. 115–121, DOI 10.1515/9783110618594-016 [lire en ligne].

### Documentaire
Hassen Chalghoumi a fait l'objet d'un film documentaire, diffusé le 26 décembre 2014 à 20 h 40 sur La Chaîne parlementaire.